# Sommer-Paralympics 2016/Teilnehmer (Tunesien)
| stlisierte Goldmedaille | stlisierte Silbermedaille | stlisierte Bronzemedaille |
| ----------------------- | ------------------------- | ------------------------- |
| 7                       | 6                         | 6                         |

Tunesien entsandte 17 Athletinnen und 14 Athleten zu den Paralympischen Sommerspielen 2016 in Rio de Janeiro,  die in einer Sportart antraten. Fahnenträger für Tunesien bei der Eröffnungsfeier war die Leichtathletin Hania Aidi.

## Medaillen

### Medaillenspiegel
| Rang   | Sportart       | Gold | Silber | Bronze | Gesamt |
| ------ | -------------- | ---- | ------ | ------ | ------ |
| 1      | Leichtathletik | 7    | 6      | 6      | 19     |
| Gesamt | Gesamt         | 7    | 6      | 6      | 19     |

## Teilnehmer nach Sportart

### Leichtathletik
Laufen
| Athleten             | Wettbewerb | Vorlauf     | Vorlauf | Halbfinale | Halbfinale | Finale        | Finale        | Rang |
| Athleten             | Wettbewerb | Zeit        | Rang    | Zeit       | Rang       | Zeit          | Rang          | Rang |
| -------------------- | ---------- | ----------- | ------- | ---------- | ---------- | ------------- | ------------- | ---- |
| Männer               |            |             |         |            |            |               |               |      |
| Walid Ktila          | 100 m T34  | 15,44 s     | 1       | —          | —          | 15,14 s       | 1             |      |
| Mohamed Farhat Chida | 100 m T38  | 11,73 s     | 4       | —          | —          | 11,82 s       | 7             | 7    |
| Fethi Zouinkhi       | 100 m T54  | 14,70 s     | 3       | —          | —          | ausgeschieden | ausgeschieden | 9    |
| Mohamed Farhat Chida | 400 m T38  | 55,75 s     | 3       | —          | —          | 51,49 s       | 4             | 4    |
| Yassine Gharbi       | 400 m T54  | 46,70 s     | 3       | —          | —          | 47,07 s       | 3             |      |
| Walid Ktila          | 800 m T34  | 1:46,28 min | 1       | —          | —          | 1:40,31 min   | 2             |      |
| Yassine Gharbi       | 800 m T54  | 1:38,52 min | 2       | —          | —          | DSQ           | DSQ           | 8    |
| Fethi Zouinkhi       | 800 m T54  | 1:37,96 min | 7       | —          | —          | ausgeschieden | ausgeschieden | 12   |
| Bilel Aloui          | 1500 m T13 | —           | —       | —          | —          | 3:54,61 min   | 6             | 6    |
| Bilel Hammami        | 1500 m T13 | —           | —       | —          | —          | DSQ           | DSQ           | DSQ  |
| Abbes Saidi          | 1500 m T38 | —           | —       | —          | —          | 4:13,81 min   | 1             |      |
| Bechir Agoubi        | 1500 m T46 | —           | —       | —          | —          | 4:05,07 min   | 4             | 4    |
| Yassine Gharbi       | 1500 m T54 | 3:09,79 min | 5       | —          | —          | ausgeschieden | ausgeschieden | 20   |
| Bilel Aloui          | 5000 m T13 | —           | —       | —          | —          | 14:33,33 min  | 3             |      |
| Bilel Hammami        | 5000 m T13 | —           | —       | —          | —          | 15:15,90 min  | 9             | 9    |
| Frauen               |            |             |         |            |            |               |               |      |
| Syrine Bessaidi      | 100 m T36  | 17,27 s     | 5       | —          | —          | ausgeschieden | ausgeschieden | 9    |
| Neda Bahi            | 100 m T37  | 13,97 s     | 2       | —          | —          | 13,88 s       | 4             | 4    |
| Sonia Mansour        | 100 m T38  | 14,30 s     | 5       | —          | —          | ausgeschieden | ausgeschieden | 10   |
| Syrine Bessaidi      | 200 m T36  | 37,27 s     | 5       | —          | —          | ausgeschieden | ausgeschieden | 10   |
| Najah Chouaya        | 400 m T12  | 59,40 s     | 2       | —          | —          | ausgeschieden | ausgeschieden | 6    |
| Somaya Bousaid       | 400 m T13  | —           | —       | —          | —          | 1:03,98 min   | 8             | 8    |
| Neda Bahi            | 400 m T37  | 1:05,28 min | 2       | —          | —          | 1:03,71 min   | 3             |      |
| Sonia Mansour        | 400 m T38  | —           | —       | —          | —          | 1:04,91 min   | 5             | 5    |
| Najah Chouaya        | 1500 m T13 | 4:52,32 min | 1       | —          | —          | 4:30,52 min   | 2             |      |
| Somaya Bousaid       | 1500 m T13 | 4:50,87 min | 2       | —          | —          | 4:21,45 min   | 1             |      |

Springen und Werfen
| Athleten             | Wettbewerb       | Finale        | Finale        | Rang |
| Athleten             | Wettbewerb       | Weite         | Rang          | Rang |
| -------------------- | ---------------- | ------------- | ------------- | ---- |
| Männer               |                  |               |               |      |
| Mohamed Farhat Chida | Weitsprung T38   | 6,50 m        | 4             | 4    |
| Yasser Satouri       | Diskuswerfen F11 | 30,77 m       | 8             | 8    |
| Abdennacer Feidi     | Keulenwerfen F32 | 30,75 m       | 4             | 4    |
| Abdennacer Feidi     | Kugelstoßen F32  | keine Weite   | keine Weite   | NM   |
| Jihed Zaabi          | Kugelstoßen F36  | 12,83 m       | 6             | 6    |
| Smaali Bouaabid      | Kugelstoßen F40  | 9,44 m        | 3             |      |
| Mohamed Amara        | Kugelstoßen F41  | 10,74 m       | 7             | 7    |
| Faouzi Rzig          | Speerwerfen F34  | 30,36 m       | 5             | 5    |
| Mohamed Amara        | Speerwerfen F41  | 36,91 m       | 7             | 7    |
| Frauen               |                  |               |               |      |
| Neda Bahi            | Weitsprung T37   | 4,03 m        | 5             | 5    |
| Rahma Ayachi         | Weitsprung T37   | DNS           | DNS           | DNS  |
| Raoua Tlili          | Diskuswerfen F41 | 33,38 m       | 1             |      |
| Fathia Amaimia       | Diskuswerfen F41 | 26,16 m       | 3             |      |
| Samar Ben Koelleb    | Diskuswerfen F41 | 25,79 m       | 4             | 4    |
| Mariem Soudani       | Diskuswerfen F44 | 29,68 m       | 5             | 5    |
| Maroua Ibrahmi       | Keulenwerfen F32 | 26,93 m       | 1             |      |
| Saida Nayli          | Keulenwerfen F32 | 15,13 m       | 7             | 7    |
| Maroua Ibrahmi       | Kugelstoßen F32  | 5,76 m        | 1             |      |
| Saida Nayli          | Kugelstoßen F32  | keine Weite   | keine Weite   | NM   |
| Rima Abdelli         | Kugelstoßen F40  | 7,37 m        | 2             |      |
| Raja Jebali          | Kugelstoßen F40  | 6,99 m        | 5             | 5    |
| Raoua Tlili          | Kugelstoßen F41  | 10,19 m       | 1             |      |
| Fathia Amaimia       | Kugelstoßen F41  | 7,90 m        | 6             | 6    |
| Samar Ben Koelleb    | Kugelstoßen F41  | 8,39 m        | 2             |      |
| Hania Aidi           | Kugelstoßen F54  | 6,86 m        | 2             |      |
| Fadhila Nafati       | Kugelstoßen F54  | 6,38 m        | 3             |      |
| Yousra Ben Jemaa     | Speerwerfen F34  | 15,29 m       | 6             | 6    |
| Hania Aidi           | Speerwerfen F54  | 18,88 m       | 2             |      |
| Fadhila Nafati       | Speerwerfen F54  | kein Ergebnis | kein Ergebnis | NM   |